# José María Minella
José María Minella, pseud. Pepe (ur. 1909, zm. 13 sierpnia 1981) – argentyński piłkarz noszący przydomek, środkowy pomocnik. Później trener.
Urodzony w Mar del Plata Minella w piłkę zaczął grać w miejscowym klubie Independiente Mar del Plata. W 1928 roku przeszedł do klubu Gimnasia y Esgrima La Plata, z którym w 1929 roku zdobył mistrzostwo Argentyny. W 1933 grał w drużynie Gimnasia y Esgrima, która swoją grą zyskała przydomek El Expreso i omal nie zdobyła mistrzostwa kraju.
Jako gracz klubu Gimnasia y Esgrima Minella wziął udział w turnieju Copa América 1935, gdzie Argentyna została wicemistrzem Ameryki Południowej. Minella, jako kapitan drużyny, zagrał we wszystkich trzech meczach - z Chile, Peru i Urugwajem.
Po turnieju doszło do rekordowego transferu w wysokości 37,5 tys. peso, w wyniku którego został piłkarzem klubu River Plate, z którym dwa razy z rzędu - w 1936 i 1937 roku - zdobył mistrzostwo Argentyny.
Jako gracz klubu River Plate wziął udział w turnieju Copa América 1937, gdzie Argentyna zdobyła tytuł mistrza Ameryki Południowej. Minella, jako kapitan zespołu, zagrał w pięciu meczach - z Chile, Paragwajem, Peru, Urugwajem (w 59 zmienił Ernesto Lazzattiego) i Brazylią (w drugiej połowie zastąpił go Lazzatti).
Wciąż jako gracz klubu River Plate wziął udział w turnieju Copa América 1941, gdzie Argentyna ponownie zdobyła tytuł mistrza Ameryki Południowej. Minella, jako kapitan, zagrał w trzech meczach - z Peru, Ekwadorem i Urugwajem (w 40 minucie zastąpi go Eusebio Videla).
W 1941 roku MInella zdobył swoje trzecie i ostatnie mistrzostwo Argentyny. Rok później przeszedł do urugwajskiego klubu CA Peñarol, a następnie w 1944 roku do chilijskiego klubu Green Cross Santiago, gdzie zakończył karierę.
W reprezentacji Argentyny Minella rozegrał 24 mecze i zdobył 1 bramkę.
Po zakończeniu kariery piłkarskiej został trenerem. W 1947 roku objął posadę trenera drużyny River Plate, kierując zespołem w najlepszym okresie tego klubu. Prowadzony przez niego River Plate w ciągu 6 sezonów w latach 1952–1957 pięciokrotnie sięgnął po mistrzostwo Argentyny, zaliczając serię trzech mistrzostw z rzędu - w latach 1955, 1956 i 1957.
W latach 1964–1965 był trenerem reprezentacji Argentyny. Wrócił na to stanowisko w 1968 roku - ale tylko na jeden mecz.
Podczas przygotowań do finałów mistrzostw świata w 1978 roku wybudowany został w Mar del Plata stadion, który dla uczczenia najwybitniejszego piłkarza w historii miasta nazwano Estadio José María Minella.